# Passbåt

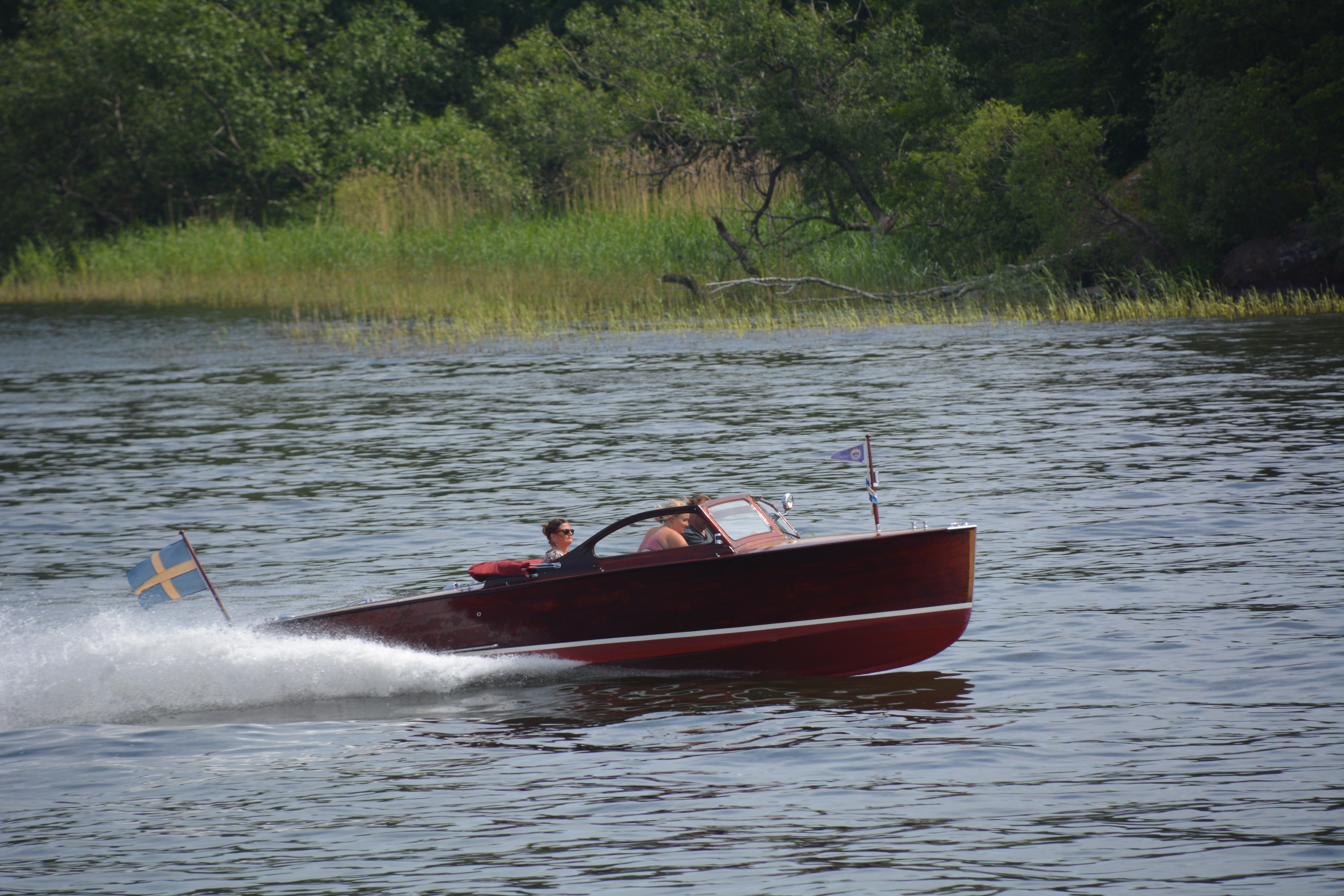
Essbåten Wira III, ritad av Gideon Forslund, byggd 1933, och fotograferad på Mälaren 2019

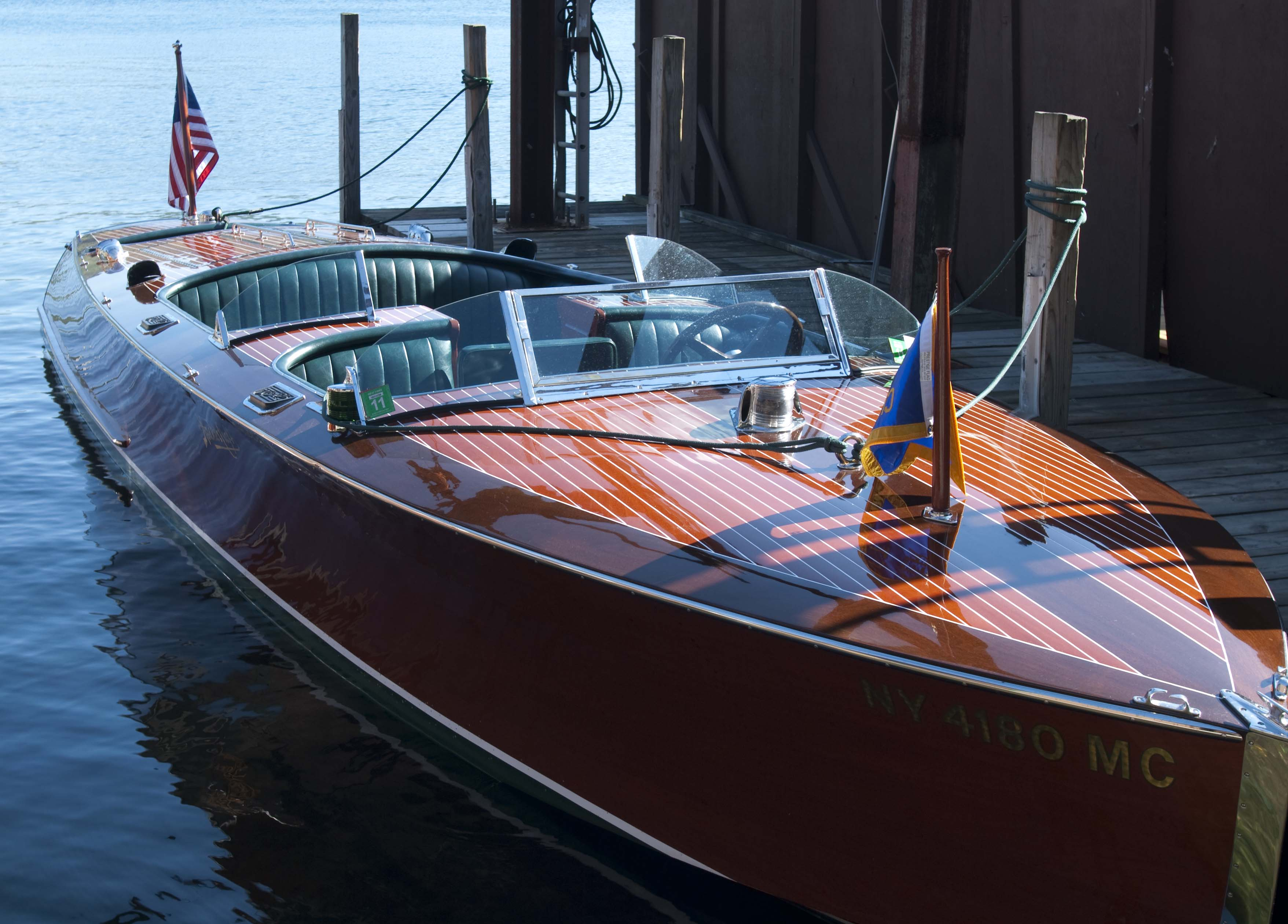
En Hacker-Craft runabout

Passbåt, eller runabout, är en benämning för typ av mindre motorbåt, som är avsedd för enkla, och ofta snabba, persontransporter av få passagerare och som har sittbrunn eller annat passagerarutrymme, men saknar ruff. Senare har det också kommit att användas för att beteckna taxibåtar med regelbundna rutter, i skärgårdstrafik.
Passbåtar är snabbgående båtar som inte är racerbåtar, men heller inte inredda eller beboeliga. Det finns i princip inga stuvutrymmen eller plats för att övernatta i en passbåt. De ser ofta ut som en blandning mellan en ruffbåt och en racer eller en mer utrustad campingbåt. Ibland gränsar de till mer utpräglade sport- eller racerbåtar. Inredningen kan påminna en hel del om bilar vad gäller passagerarutrymme och instrumentering. 

## Passbåtar i USA
De första snabba passbåtarna, eller liknande båtar av runabout-typ, utvecklades i USA under 1920-talet efter första världskriget. Ett viktigt steg var att konstruera skrov för att få båtarna att plana över vågorna snarare än att skära igenom dem. De var från början små, snabba, motorstarka träbåtar som byggdes för att tillvarata kraften i den nya typ av utombordsmotorer som utvecklats av till exempel Evinrude från 1909. 
För att öka hastigheten måste skrovformen konstrueras för att ta fördel av vattenplaning. En bärplansliknande konstruktion kunde tillåta båten att ta sig fram ovanpå vattenytan i hög hastighet, i stället för att skjuta åt sidan stora mängder vatten, för att röra sig framåt. En annan konstruktionsdetalj var att ersätta roderpinne med ett roder som manövrerades med en styrratt, vilket gav föraren en bekväm och framåtblickande ställning. En annan innovation var en fjärrkontroll för att ställa om motorn till backgång. 
Bland ledande tillverkare av runabouts under 1920-talet fanns John L. Hacker, som grundade Hacker Boat Company 1908. Hacker var en innovativ båtkonstruktör, som utvecklade många nyheter, som V-formade skrov. Hans konstruktioner blev modell för så gott som alla senare runabouts. Något senare gjordes i USA liknande, något större runabouts, byggda i fernissat trä, av Gar Wood och Chris-Craft Boats. 
Mot slutet av 1940-talet slutade Gar Wood att tillverka båtar, och under 1960-talet började Chris-Craft bygga båtar i modernare material som glasfiber. Hackercraft fortsatte under samma tid med träbåtar.

## Passbåtar i Europa

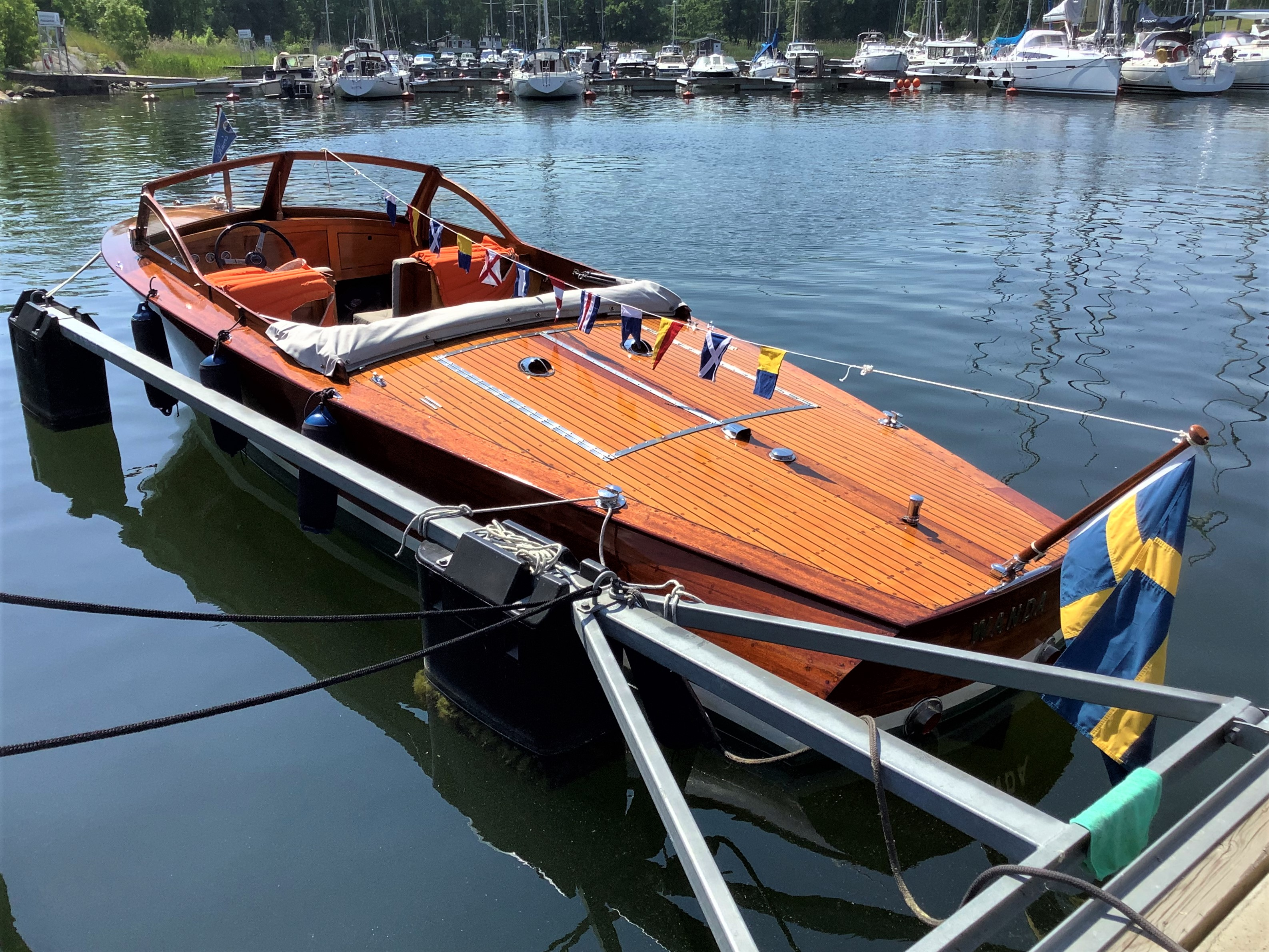
Essbåten Wanda från 1937 i Gustavsbergs hamn, 2021

Typiska passbåtar i Sverige är Gideon Forslunds Essbåten och Storebros Vindö, som ritades på 1950-talet av Einar Runius och såldes i över tusen exemplar. 
Prototypen till Essbåten var Juanita, som byggdes 1929. Andra passbåtar med stor spridning i andra länder var modeller från amerikanska Chris-Craft och Gar Wood Speedster, samt från italienska Riva. Passbåten är i regel motorstark, omkring sex–sju meter lång, och halvplanande för farter upp emot 20‒30 knop. Den har normalt en vindruta, en stor öppen sittbrunn och motorn under luckor på för- eller akterdäcket.
Den italienske båtbyggaren Carlo Riva (1922–2017) började i slutet av 1950-talet och 1960-talet bygga öppna motorbåtar av denna typ. Den mest uppmärksammade modellen  var Aquarama Special.

## Bildgalleri

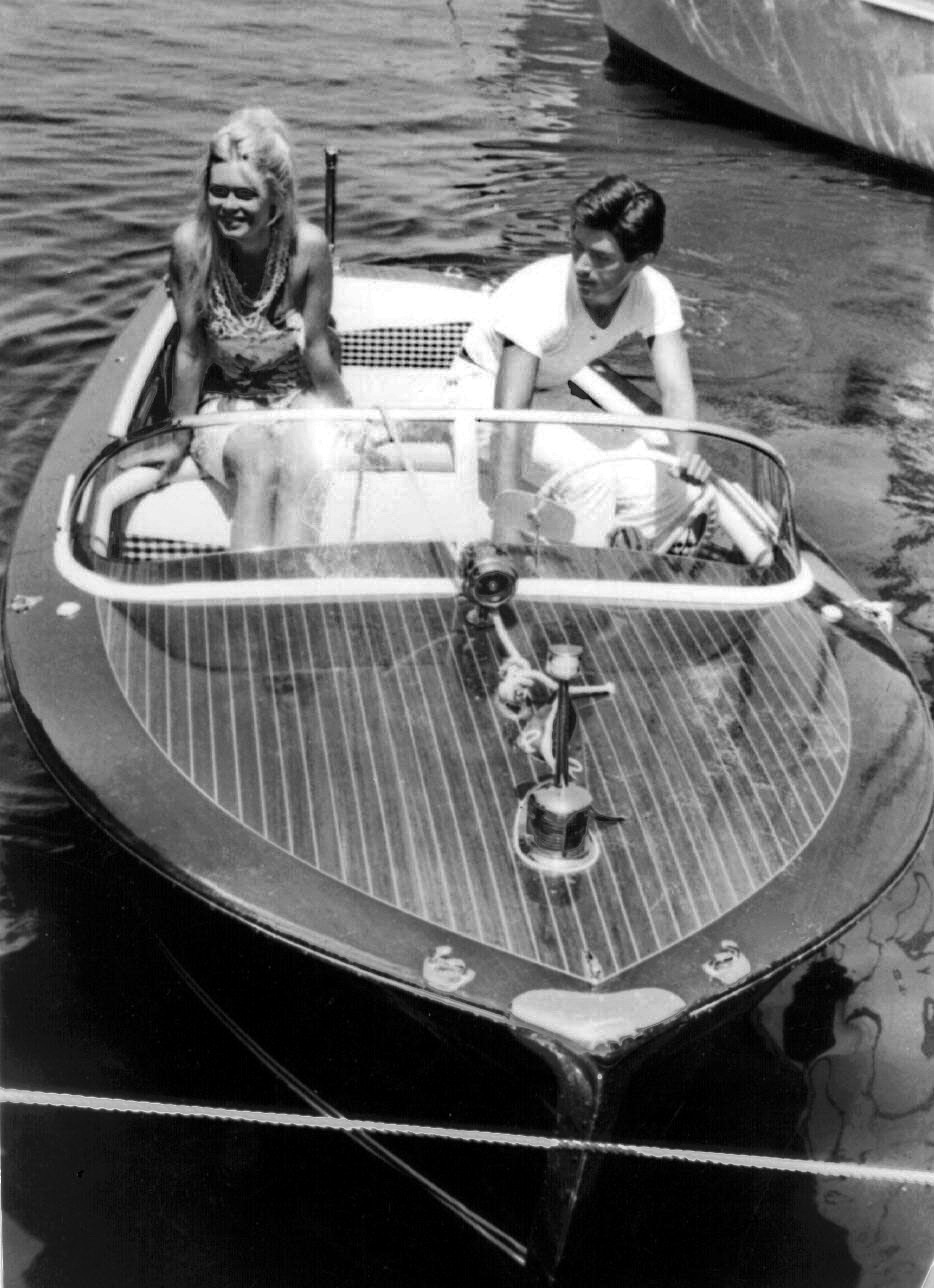
Brigitte Bardot och Sami Frey i sin Riva i Saint-Tropez, 1963
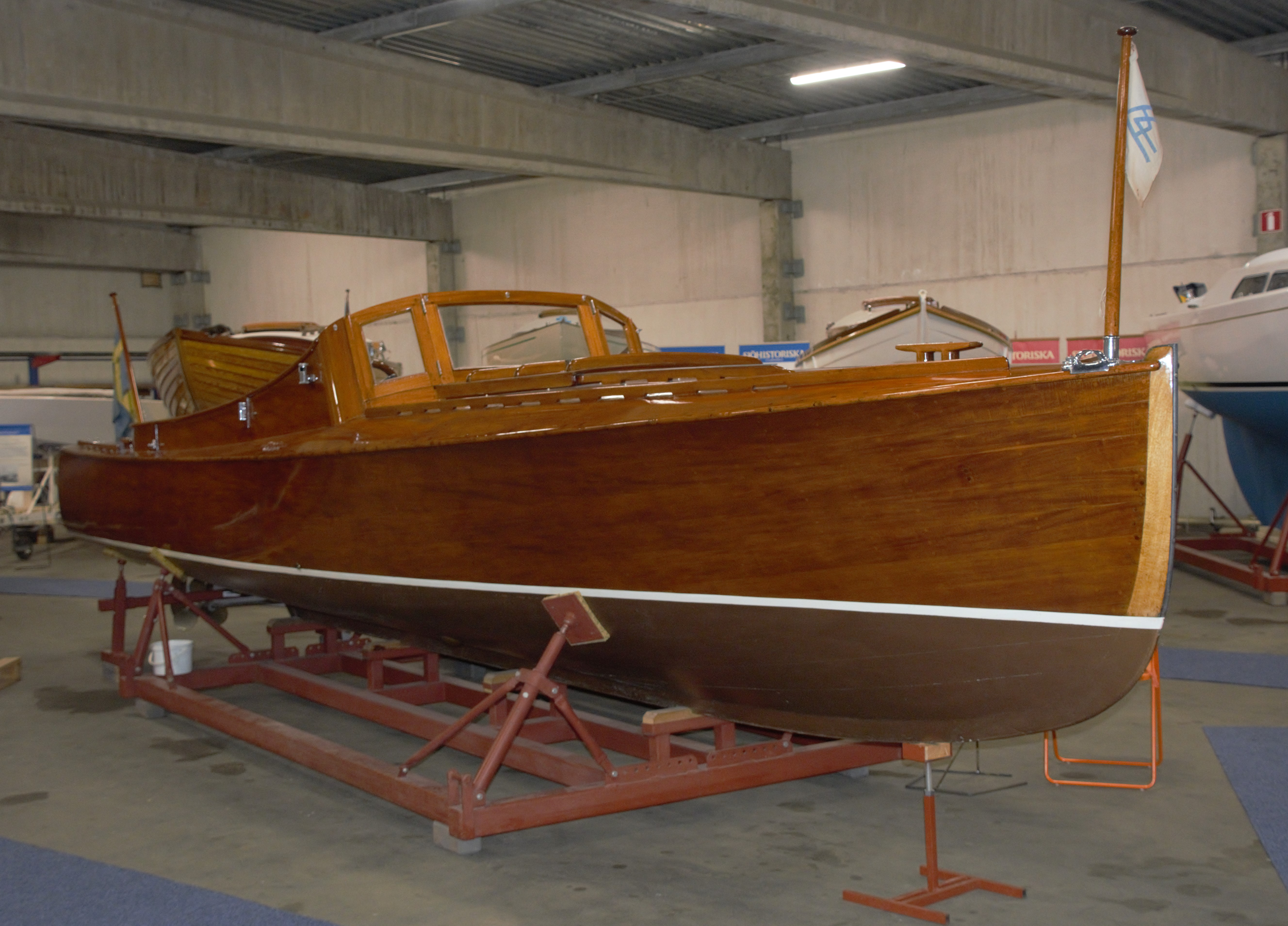
M/Y Aavor, ritad av Henning Forslund och byggd av Nya Bolaget Sjöexpress 1928-1929
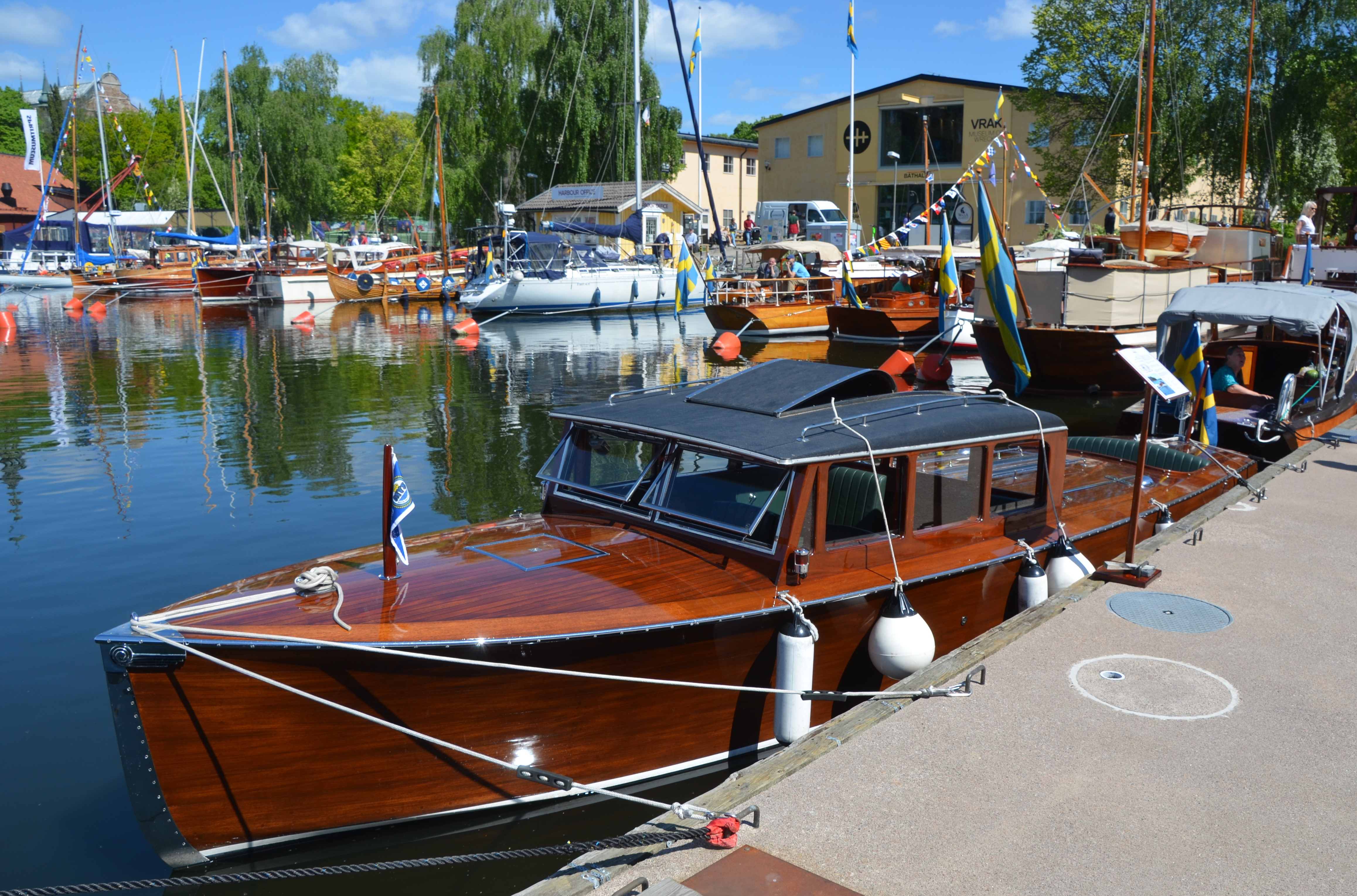
Eva, tillverkad 1930, i Wasahamnen på Djurgården i Stockholm, 2021
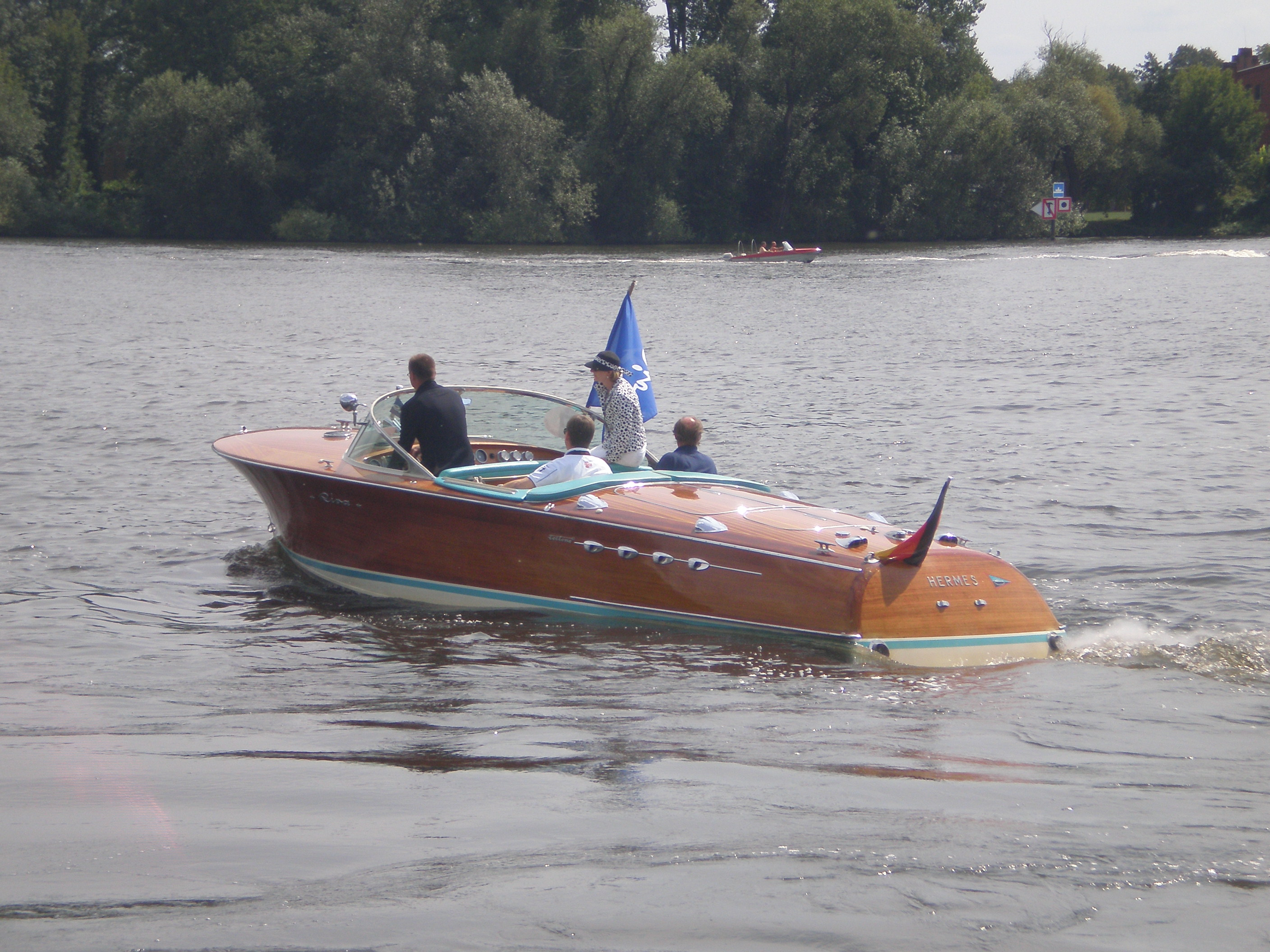
En Riva Tritone, tillverkad 1967
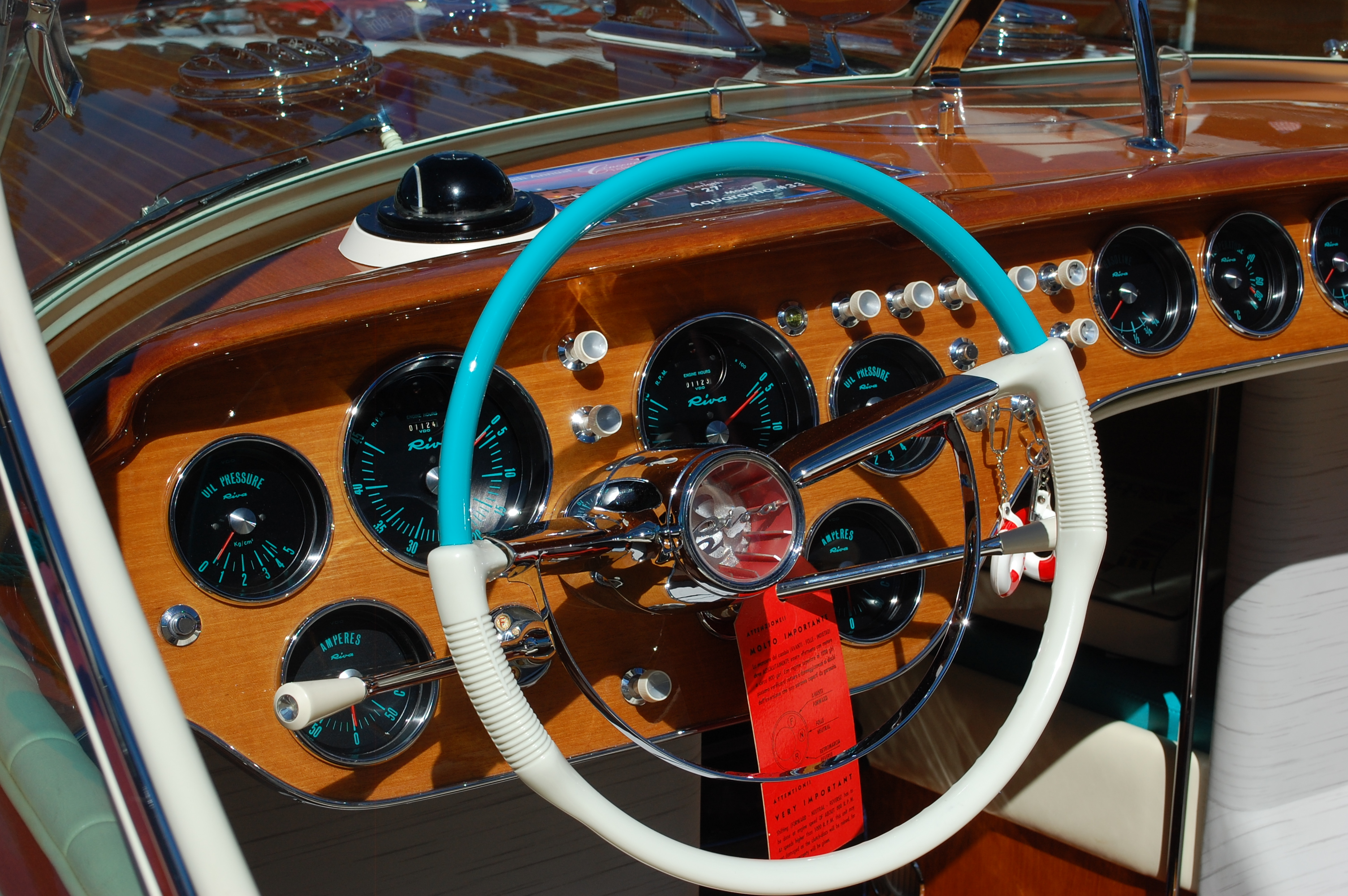
Förarutrymme i en Riva Aquarama